# Charles Murray (Boxer)
Charles Murray (* 18. August 1968 in Rochester, New York, Vereinigte Staaten) ist ein ehemaliger Boxer im Halbweltergewicht. Er gewann im Jahr 1993 den Weltmeistertitel der International Boxing Federation und verteidigte ihn zweimal in Folge.